# Johann Georg Hämmerl

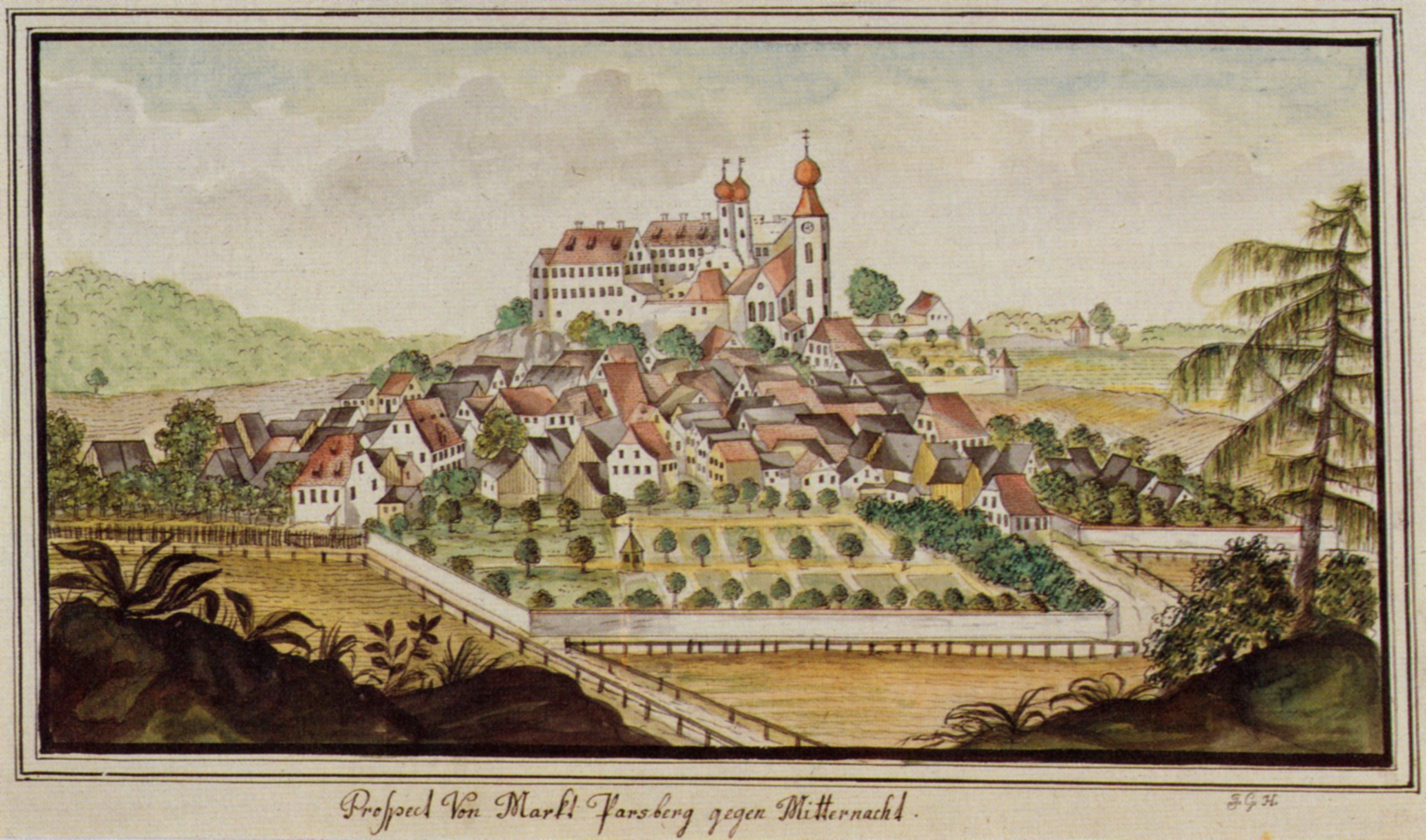
Parsberg nach einer Federzeichnung von Johann Georg Hämmerl

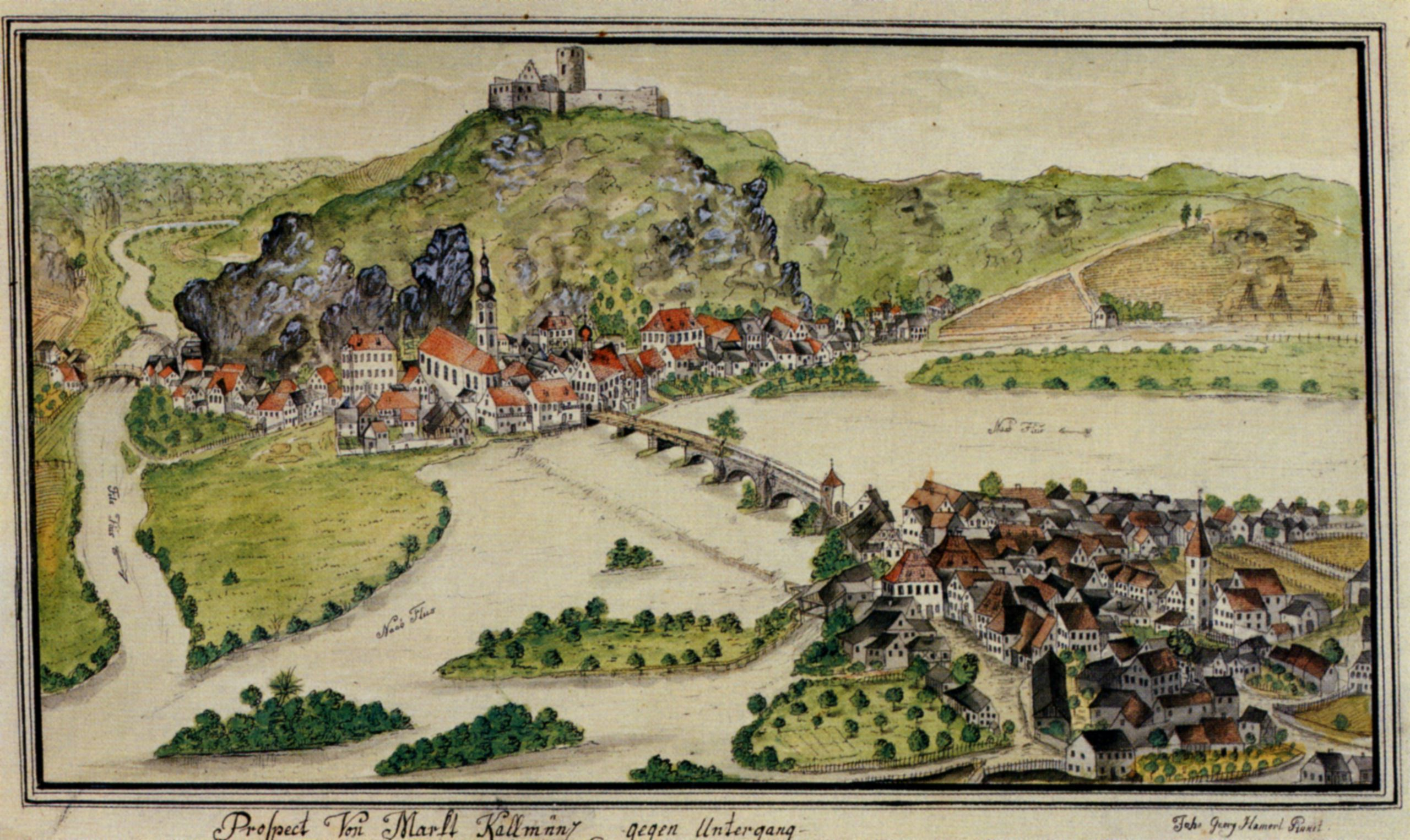
Kallmünz nach einer Federzeichnung von Johann Georg Hämmerl

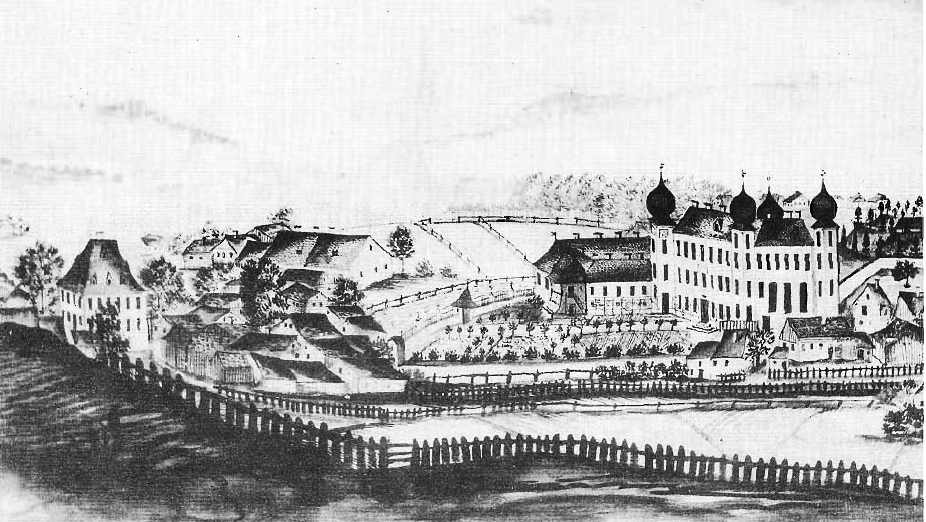
Hofmark Pirkensse nach einer Federzeichnung von Johann Georg Hämmerl

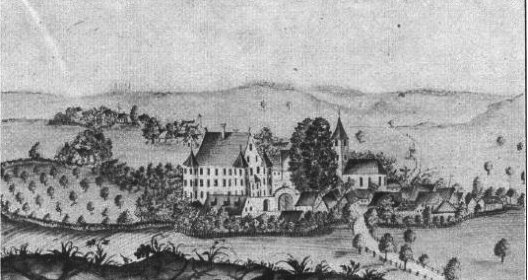
Federzeichnung von Schloss Dietldorf

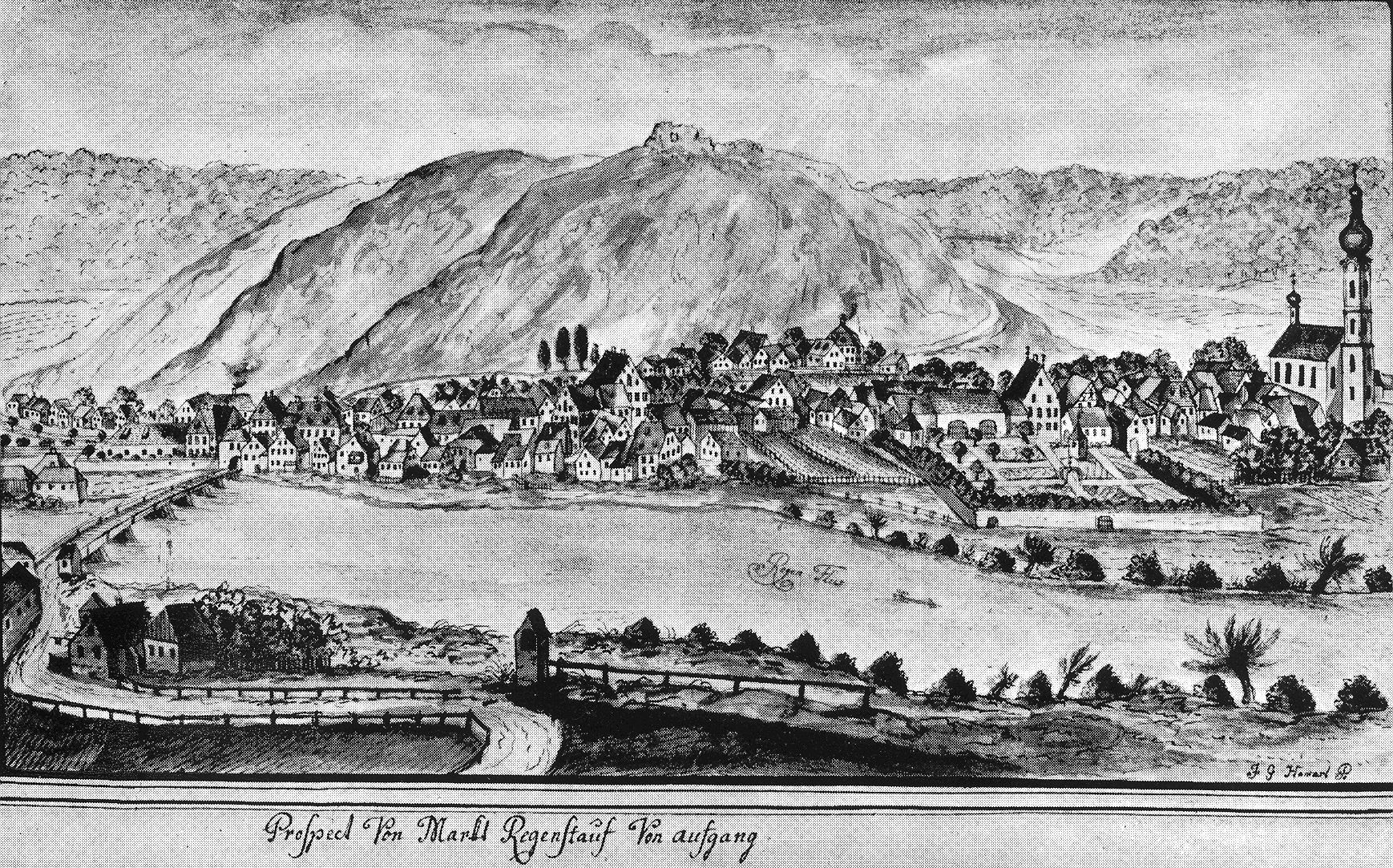
Regenstauf nach einer Federzeichnung von Johann Georg Hämmerl

Johann Georg Hämmerl (genannt der Jüngere, * 10. Februar 1770 in Laaber; † 6. September 1838 in Kallmünz) war ein Oberpfälzer Kirchenmaler, Graphiker und Fassmaler.

## Leben
Johann Georg Hämmerl der Jüngere ist der Sohn des Malers Joseph Hämmerle (oder Hamerl) (* 24. Dezember 1727 in Velburg, † 9. März 1783 in Kallmünz) und dessen Frau Eva, geb. Hofmann, eine Drechslerstochter aus Laaber. 1769 wohnt das Ehepaar in Laaber, ab 1776 in Kallmünz.
Johann Georg heiratete am 26. Januar 1793 eine Margareta Zenger. Die Zenger stammen aus dem Grünbaumwirtshaus von Kallmünz; in dem Haus sollen sich viele Ölbilder befunden haben und dessen Holzdecken sind vermutlich noch heute bemalt (allerdings nicht mehr zu sehen, da die Decke durch Spanplatten abgedeckt wurde). Bereits am 7. Februar 1793 wird ihnen der Sohn Georg Joseph Hämmerl geboren. Das Wohnhaus der Hämmerls war das Kramerhaus am Graben, ehemals Haus Nr. 151, jetzt Haus Nr. 8. Der zweite Sohn Johann Karl kam am 20. Juli 1797 zur Welt. Diesem besorgte sein Vater einen Studienplatz an der königlichen Studieranstalt zu Regensburg; 1813 erhielt der Sohn einen dritten Preis in der Zeichenkunst. Der erste Sohn wurde 1815 auf die Akademie der bildenden Künste nach München geschickt, er wurde ein berühmter Porzellan- und Glasmaler an der königlichen Porzellanmanufaktur (heute Porzellanmanufaktur Nymphenburg).
Vom 1. Mai 1821 stammt ein Dokument, das Johann Georg als Bürgermeister von Kallmünz und als Vorstand der Skapulierbruderschaft unterschrieben hat. Auf seiner Sterbeparte wird er als „Maler und Präfekt der Bruderschaft hier, früher Konsul (= Marktgemeinderat) und Centurio (= Hauptmann) der Bürgerwehr“ bezeichnet.

## Werk
Das früheste Werk des Johann Georg ist das Altarbild der Kirche St. Laurentius in Bergstetten bei Laaber, das er mit 20 Jahren gemalt hat. Von ihm stammen auch diverse Votivbilder, so eines von 1796 aus der Miesbergkirche in Schwarzenfeld und zwei in der Kreuzbergkirche von Schwandorf (zerstört bei der Bombardierung Schwandorfs am 17. April 1945). Das linke Altarbild in der Pestkapelle vom Auberg bei Kallmünz (VIII. Station des Kreuzweges) stammt von 1798. In der Pfarrkirche von Kallmünz fasste er 1813 die Marienfigur mit Kind, 1815 den Tabernakel und 1826 die vier Statuen auf dem Hochaltar. 1816 entstand ein Kreuzweg (Öl auf Blech) für den Kreuzweg in Burglengenfeld. Darüber hinaus hat er vermutlich das von 1817 stammende Mariahilfbild in der Kapelle „Unser lieben Frau“ in Fischbach bei Kallmünz gemalt.
Zwischen 1798 und 1803 hielt Hämmerl in 70 Federzeichnungen Orte im ehemaligen Herzogtum Pfalz-Neuburg fest; Ausnahmen sind die außerhalb des Herzogtums gelegenen Hofmarken zu Lauterbach, Unterweikersdorf sowie von Oberbechingen. Es wurden von ihm Ansichten von 46 Orten, Hofmarken, Hammerschlösser und Klöster angefertigt, wobei von 25 Orten jeweils zwei Bilder existieren. Die Bilder liegen in zwei Serien vor: Die eine besteht aus den farbig aquarellierten 28 Graphiken, die im Historischen Museum Regensburg aufbewahrt werden, die anderen 43 Graphiken, die sich in privatem Besitz befinden, weisen eine sepiafarbene Tönung auf und sind etwas größer ausgefallen. Ein Auftraggeber für dieses Werk ist nicht bekannt, vermutet wird die Familie der Tänzels, die u. a. in Dietldorf und Oberbechingen ansässig war und verwandtschaftliche Beziehungen zu den Besitzern von Lauterbach und Unterweikersdorf hatten. Das Werk setzt auch die Serie der ca. 1000 Kupferstiche von Michael Wening fort, die dieser im Auftrag des bayerischen Kurfürsten Max Emanuel für die Rentämter München, Landshut und Straubing angefertigt hatte.